# Glad getal
Een glad getal is een geheel getal dat te ontbinden is in kleine priemfactoren. 
Een geheel getal {\displaystyle n} heet {\displaystyle s}-glad als {\displaystyle n} ontbonden kan worden in priemgetallen die niet groter zijn dan {\displaystyle s}. Een voorbeeld van een 7-glad getal is 1050, want {\displaystyle 1050=2\times 3\times 5^{2}\times 7}, en alle priemfactoren zijn kleiner dan of gelijk aan 7.
Het aantal positieve getallen die kleiner of gelijk zijn aan {\displaystyle n} en {\displaystyle s}-glad, wordt {\displaystyle \Psi (n,s)} genoemd. Hieruit volgt dat de kans dat een willekeurig positief geheel getal {\displaystyle a\leq n} {\displaystyle s}-glad is, wordt gegeven door {\displaystyle \Psi (n,s)/n}.

## Toepassingen
Gladde getallen worden onder meer gebruikt om priemfactorontbindingen te vinden, bijvoorbeeld bij gebruik van de kwadratische zeef of de getallenlichamenzeef. Bij deze methoden wordt gebruikgemaakt van Fermats factorisatiemethode, waarbij getallen {\displaystyle a} en {\displaystyle b} worden gezocht zodat {\displaystyle N|(a^{2}-b^{2})}. Aan de priemfactorontbinding van een getal is direct te zien of het getal een kwadraat is, aangezien in dat geval elke priemfactor een even aantal keren voorkomt in de ontbinding. In de eerder genoemde methoden moet vaak bepaald worden of een getal een kwadraat is. Om de rekentijd te beperken, probeert men daarom gebruik te maken van getallen die zich snel laten ontbinden in priemfactoren. Gladde getallen zijn hier een voorbeeld van.